# Tigbauan
Tigbauan (Filipino: Bayan ng Tigbauan, Hiligaynon: Sangguniang Bayan Tigbauan) ist eine Großraumgemeinde in der Provinz Iloilo auf der Insel Panay auf den Philippinen. Sie hat 62.706 Einwohner (Zensus 1. August 2015), die in 52 Barangays leben. Sie gehört zur zweiten Einkommensklasse der Gemeinden auf den Philippinen und wird als teilweise urban beschrieben.
Tigbauan liegt an der Südküste der Insel Panay, am Golf von Panay. Die Hauptstadt der Provinz, Iloilo City, liegt ca. 30 km südöstlich der Gemeinde und ist von dort mit dem Bus oder Jeepney zu erreichen. Die Nachbargemeinden sind Guimbal und Tubungan im Westen, Oton im Osten, Leon im Norden.  

## Barangays
| - Alupidian - Atabayan - Bagacay - Baguingin - Bagumbayan - Bangkal - Bantud - Barangay 1 (Pob.) - Barangay 2 (Pob.) - Barangay 3 (Pob.) - Barangay 4 (Pob.) - Barangay 5 (Pob.) - Barangay 6 (Pob.) - Barangay 7 (Pob.) - Barangay 8 (Pob.) - Barosong - Barroc - Bitas | - Bayuco - Binaliuan Mayor - Binaliuan Menor - Buenavista - Bugasongan - Buyu-an - Canabuan - Cansilayan - Cordova Norte - Cordova Sur - Danao - Dapdap - Dorong-an - Guisian - Isawan - Isian | - Jamog - Lanag - Linobayan - Lubog - Nagba - Namocon - Napnapan Norte - Napnapan Sur - Olo Barroc - Parara Norte - Parara Sur - San Rafael - Sermon - Sipitan - Supa - Tan Pael - Taro |